# Verbena lipozygioides
Verbena lipozygioides — вид трав'янистих рослин родини Вербенові (Verbenaceae), ендемік Чилі. Має квіткові приквітки довші ніж половина чашечки; листові пластини 3-перисті.

## Опис
Багаторічна трава, 25–50 см, розпростерта, квіткові гілки випростані, щільно щетинисті, міжвузля 5–15 мм. Листки коротко черешкові, щільно щетинисті, листова пластина 20 × 19 мм, 3-периста, сегменти 6 мм, дещо вигнуті поля, вершини округлі. Квіти в щільних багатоквіткових колосках; квітоніжка коротка, 2–15 мм. Квіткові приквітки 5–7 мм, від вузько яйцюватих до лінійних, залозисто-щетинисті, вершина гостра. Чашечка 7.5–8 мм, щетинисто-залозиста, зубчики 0.5–1.25 мм, трикутні. Віночок лілового чи білого кольору, 15–16 мм, зовні запушений. Верхня пара тичинок зі сполучними придатками, ледве перевищують віночок.

## Поширення
Ендемік Чилі.
Має обмежений розподіл у регіонах Вальпараїсо та Метрополітана.